# Yokogawa Electric Corporation
Yokogawa Electric Corporation (яп. 横河電機株式会社 ёкогава дэнки кабусикигайся) (TYO: 6841) — инжиниринговая компания, работающая в области измерительной техники и промышленной автоматизации. Компанию основал в 1915 году известный архитектор доктор Тамисукэ Ёкогава, как научно-исследовательский институт электросчётчиков в Сибуе. После новаторской разработки и производства электросчетчиков в Японии это предприятие было зарегистрировано в 1920 году как Yokogawa Electric Works Ltd. Штат сотрудников насчитывает около 19 500 человек в 50 странах мира.
Компания Yokogawa была одной из фирм, разработавших в 1975 году первую распределённую систему управления (РСУ CENTUM).

## Расположение основных офисов
- Митака Токио (штаб-квартира)
- Амерсфорт, Нидерланды (Европейская штаб-квартира)
- Newnan, Джорджия, США (штаб-квартира в Северной и Центральной Америке)
- Сингапур (ASEAN и Океания)
- Шанхай, Китай (Восточно-Азиатская штаб-квартира)
- Бахрейн (Ближне-Восточная штаб-квартира)
- Бангалор, Индия (штаб-квартира в Юго-Восточной Азии)
- Москва, Россия (штаб-квартира в России и странах СНГ)